# Hokksund

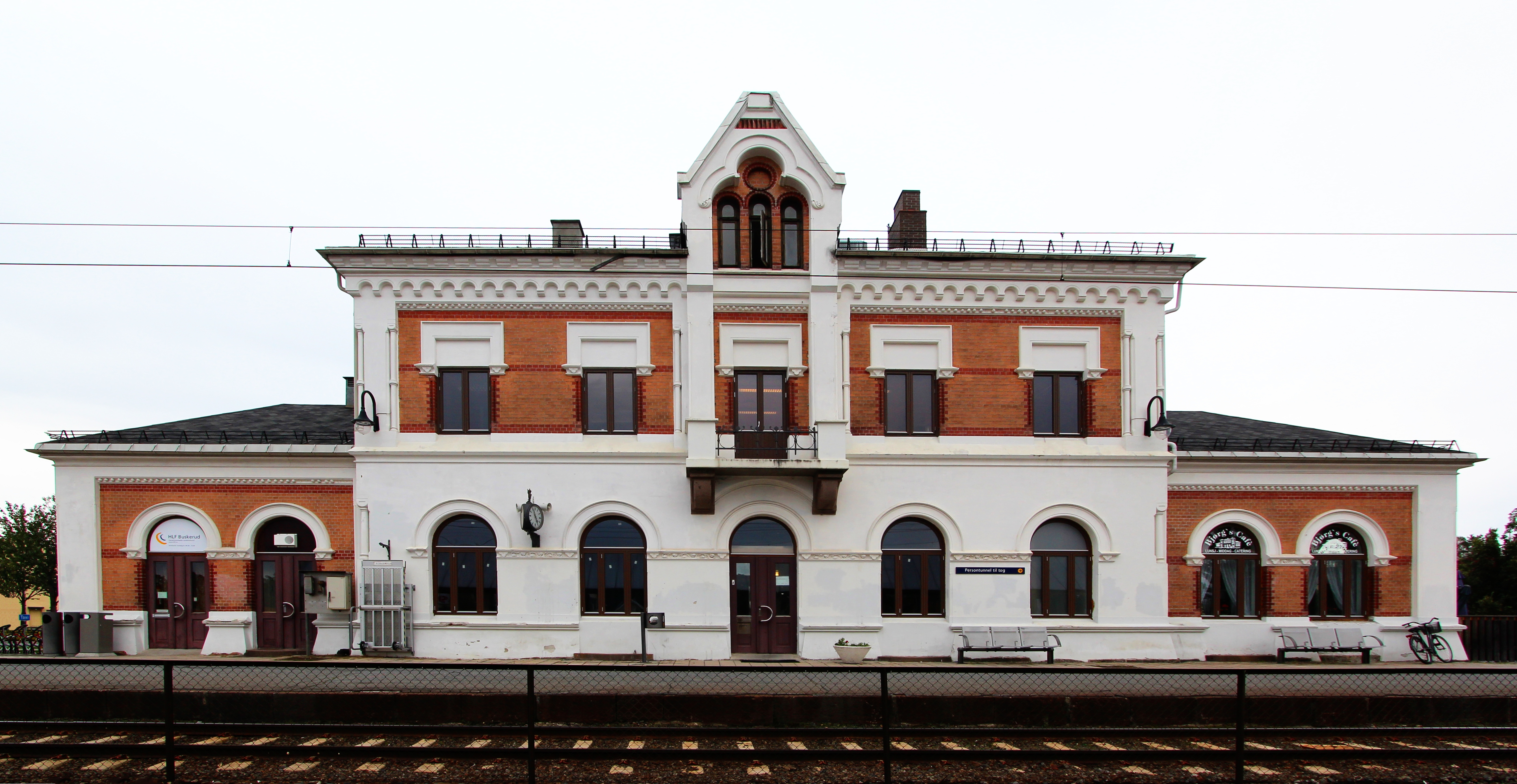
Bahnhof

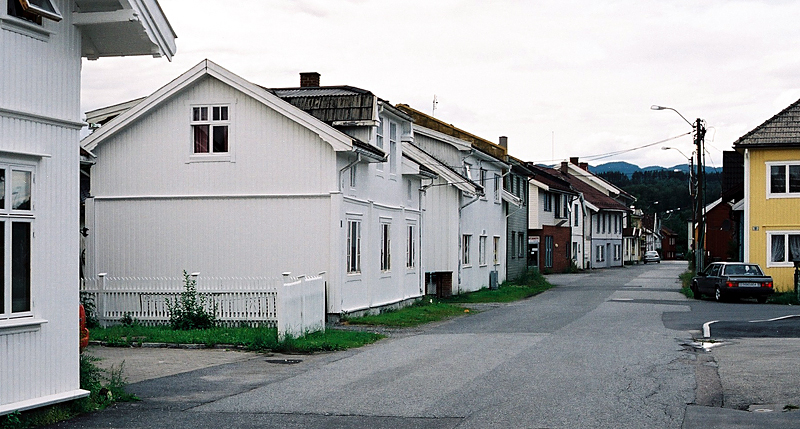
Storgata

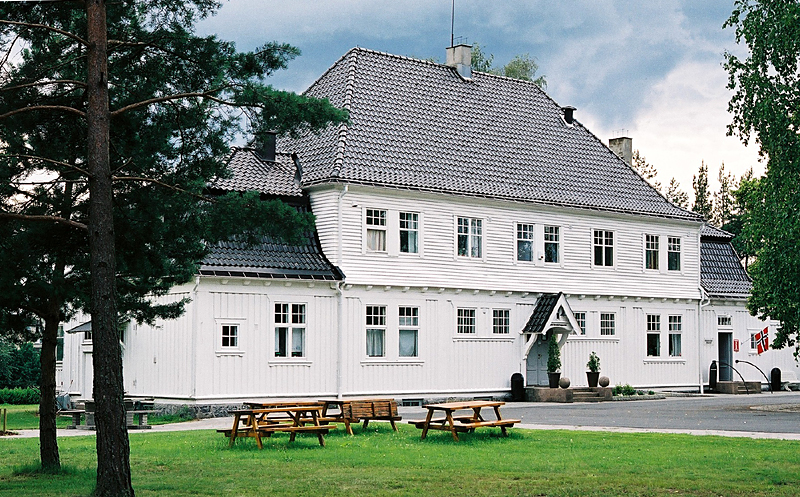
Nøstetangenmuseet

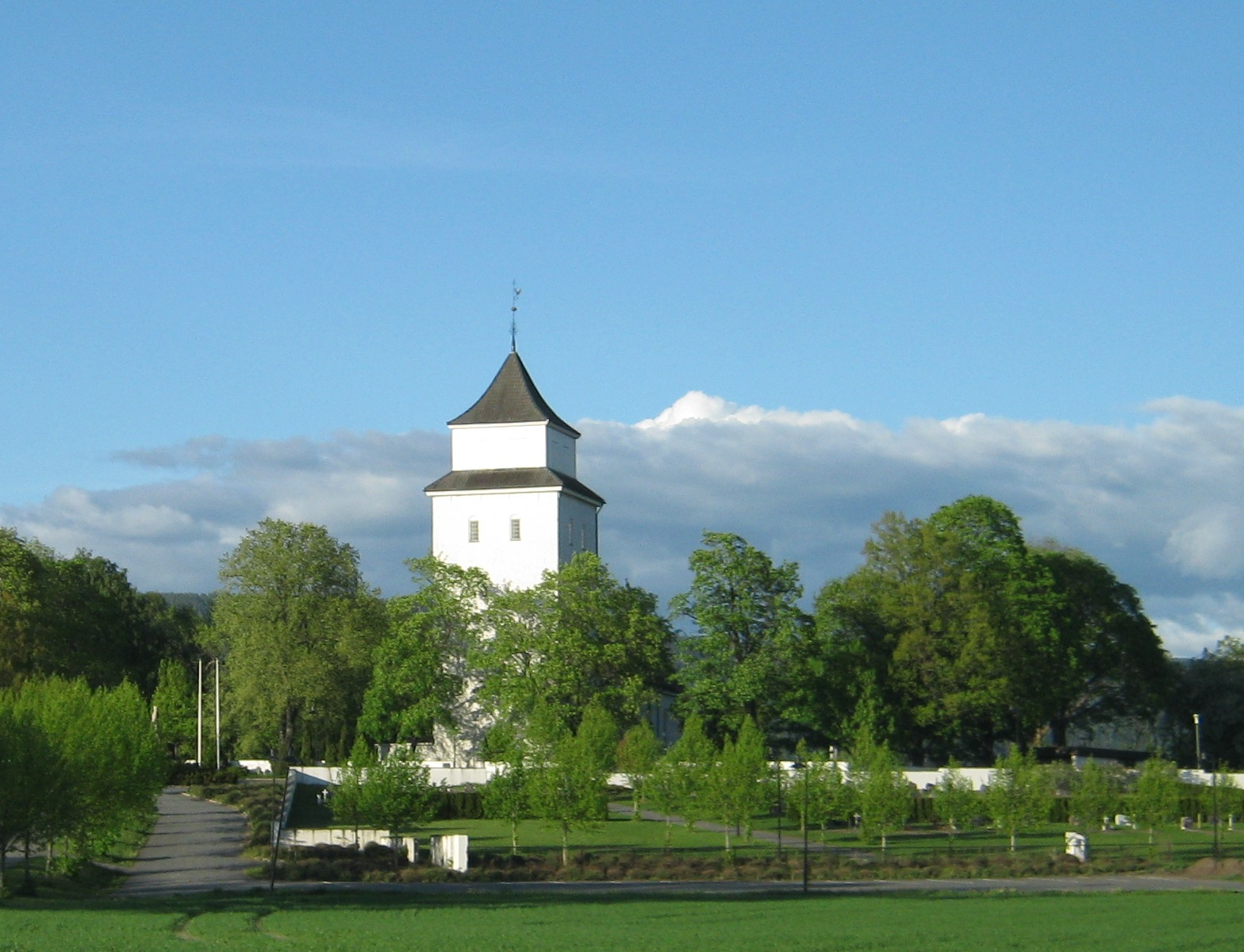
Haug kirke

Hokksundⓘ ist eine Stadt in der norwegischen Kommune Øvre Eiker im Fylke Buskerud und der Verwaltungssitz der Kommune.

## Lage
Nordöstlich vom Fluss Drammenselva liegt Gamle Hokksund (Altes Hokksund, gleichzusetzen mit Altstadt), südwestlich befindet sich der Bahnhof und die Neustadt. Es entstehen viele Neubaugebiete am Stadtrand, beispielsweise Frognes und Semsmoen.

## Geschichte
Bis 1920 hieß Hokksund noch Haugsund, Dies führte oft, insbesondere bei der Post, zu Verwechselungen mit der Stadt Haugesund im Fylke Rogaland. So beschloss das Ministerium die Stadt fortan in Hokksund umzubenennen. Diese Schreibweise wurde gewählt, da sie der Aussprache des Namens am nächsten kam. Alternativvorschläge waren Håkksund oder Høkksund. Es gab starke Proteste seitens des Gemeinderates und der lokalen Bevölkerung, die stattdessen lieber den Namen Eiker angenommen hätten.

Hokksund hat sich auf beiden Seiten des Flusses Drammenselva entwickelt. Reisende aus Richtung Drammen oder Oslo müssen Hokksund passieren um in Richtung Hallingdal und Numedal zu gelangen. Jene die nach Kongsberg wollen müssen den Fluss überqueren. Sie wurden früher von Fährmännern übergesetzt. Es gab in der Vergangenheit auch eine Bootsverbindung nach Drammen. 1623 fand man Silber in Kongsberg und so beschloss der König eine Straße zwischen Kongsberg und Hokksund bauen zu lassen, die  anschließend weiter bis Drammen und Oslo führen sollte. Die Strecke Kongsberg–Hokksund war somit die erste Straße Norwegens. Im Jahr 1866 kam, mit dem Bau der Randsfjordbanen, eine Eisenbahnanbindung hinzu. Die Haltestelle Hokksund ist heute ein wichtiger Knotenpunkt der Bergensbanen (Route Oslo–Bergen) und der Sørlandsbanen (Route: Oslo–Kristiansand–Stavanger). Die Eisenbahn gab der Bevölkerung Arbeit und war für die regionale Wirtschaftsentwicklung sehr wichtig. Viele Betriebe nutzten den Anschluss an das Transportnetz und verlegten Schienen auf ihrem Werksgelände.
Traditionell ist Hokksund von der Holzwirtschaft geprägt. Der Drammenselva wurde einst zum Flößen von gefälltem Holz benutzt, welches von Drammen aus weiter verschifft wurde. Häufig staute man die kleinere Nebenarme des Flusses, so dass der Wasserfluss beim Öffnen der Schleusen stark genug war um das Holz weiter zu schwemmen.
Seit den 2000er Jahren siedelten sich neue Industriebetriebe, insbesondere im Zement- und Elektronikbereich, an. Am 1. Januar 2002 verlieh der Gemeinderat Hokksund die Stadtrechte. Es wuchs später unter anderem mit der Stadt Drammen zusammen und ist heute Teil des Tettsteds Drammen.

## Öffentliche Einrichtungen

### Einrichtungen und Körperschaften des öffentlichen Rechts
- Eiker, Modum og Sigdal tingrett ist ein Gericht der untersten Ebene, das Aufgaben übernimmt, die hauptsächlich dem deutschen Amtsgericht, zu Teilen aber auch dem Landgericht entsprechen.
- Hokksund likningskontor ist das für die Kommunen Øvre Eiker, Nedre Eiker, Modum und Sigdal zuständige Finanzamt.

### Bildung
- Hokksund barneskole, Grundschule
- Røren skole, Grundschule
- Eiker videregående skole
- Øvre Eiker Bibliotek
- Nøstetangen museumsbibliotek

### Gesundheit und Pflege
- Eikertun, Pflegeheim

## Sehenswürdigkeiten
Das Nøstetangen glassverk (1741–1777) ist Norwegens erste Glashütte. Sie ist für ihre künstlerische Gestaltung bekannt. Der Kronleuchter der Kongsberg kirke ist eine Arbeit aus dem Werk. Das Nøstetangen Museum stellt einige der Arbeiten aus und zeigt traditionelle Herstellungsweisen.
Die Haug kirke ist mit einer prachtvollen Orgel mit 22 Stimmen und 1136 Pfeifen ausgestattet, die vom deutschen Orgelbauer Jürgen Ahrend 2004 gebaut wurde.
Hellefossen ist ein berühmter Ort zum Lachsfischen. Seit dem 12. Jahrhundert wurde beklagt, dass die Landwirtschaft am Hellefoss die Lachswanderungen durch eine alte Kornmühle behindert habe.

## Persönlichkeiten
- Ole Bremseth (* 1961), Skispringer
- Johan Buttedahl (* 1935), Politiker der Senterpartiet
- Stian Hole (* 1969), Grafikdesigner und Illustrator
- Geir Holte (* 1959), Skiläufer
- Inger Marie Holte (* 1936), Choreographin
- Tor Håkon Holte (* 1958), Skiläufer
- Jonas Lie (1833–1908), Schriftsteller
- Svend Karlsen (* 1967), Gewinner des Wettbewerbs World’s Strongest Man
- Ove Vanebo (* 1983), Vorsitzender der Jugendorganisation Fremskrittspartiets Ungdom (FpU)